# Parascolopsis aspinosa
Parascolopsis aspinosa är en fiskart som först beskrevs av Rao och Rao, 1981.  Parascolopsis aspinosa ingår i släktet Parascolopsis och familjen Nemipteridae. Inga underarter finns listade i Catalogue of Life.